# Lipotriches natalensis
Lipotriches natalensis är en biart som först beskrevs av Cockerell 1916.  Lipotriches natalensis ingår i släktet Lipotriches och familjen vägbin. Inga underarter finns listade i Catalogue of Life.